# Klimówka
Klimówka – wieś w Polsce, położona w województwie podlaskim, w powiecie sokólskim, w gminie Kuźnica.
W latach 1954–1959 wieś należała i była siedzibą władz gromady Klimówka, po jej zniesieniu w gromadzie Malawicze Dolne. W latach 1975–1998 wieś administracyjnie należała do województwa białostockiego. Wieś duchowna położona była w końcu XVIII wieku  w powiecie grodzieńskim województwa trockiego, na przełomie XIX/XX w. - folwark Lewickich.

## Zabytki
- kościół parafialny pod wezwaniem św. Trójcy i św. Dominika, 1922-1928, nr rej.:A-123 z 16.08.1995
- cmentarz kościelny, nr rej.:A-123 z 16.08.1995[8].